# Сотир Илић
Сотир Илић (Власотинце 8. новембар 1873 — Београд, 9. април 1935) био је српски индустријалац и народни посланик.

## Биографија
Рођен је у Власотинцу, од мајке Костадине Илић рођене Јовић и Косте Илића, који је припадао првој генерацији трговаца у тој варошици у време Османског царства шездесетих и седамдесетих година 19. века. Поред синова Михајла (1864—1929), Петра (1866—1927), Благоја (1868—1916), Сотира (1873—1935), Милана (1875—1957) и Владе (1882—1952), Коста је имао и кћерке Василију (1876—1890), која је рано преминула, и Јевросиму - Роску (1874—1939), која је била удата за Лесковчанина Мику Јанковића.
Завршио је основну школу у Власотинцу, четири разреда гимназије у Лесковцу, а двогодишњу Трговачку школу у Љубљани.
Након завршеног школовања 1891. вратио се у Лесковац да продаје гајтане из фабрике у Козару, основану 1888, под називом „Коста Илић и компанија”.
Путописац Феликс Каниц називао га је ,,власотиначким Крезом".
Око 1893. је са Милошем Милојевићем основао вечерњу Трговачку школу, где је предавао књиговођство и кореспонденцију.
Са оцем и браћом је 1896. године учествовао у мобилизацији капитала за стварање новог акционарког друштва које је основало лесковачку штофару.
Око отварања фабрике било је проблема јер није било машина и нису знали где и одакле да их набаве, а нису имали ни мајсторе који би руковали машинама. Из тог разлога је Сотир са Глигоријем Јовановићем путовао у Бугарску. Прерушени у сељаке, под изговором да долазе да купују вуну, хтели су да сазнају какве машне они користе и где се оне производе. Обишли су неколико фабрика. У неким су им чак и показале машине на којима су производиле вунене тканине. Захваљујући Сотиру, који је знао немачки, сазнали су да је већина машина произведена у Кемницу, у Немачкој. Са том информацијом су се вратили у Лесковац, али пошто то није било довољно да би наручили машине, јер нису знали шта треба да поруче, затим су одлучили да пођу у Кемниц, и тамо на лицу места разјасне шта име је потребно. Са собом су понели мустру вуне коју су желели да прерађују и узорке сукна и шајка  какве су желели да производе, које су показивали идући од фабрике до фабрике и распитујући се о потребним машинама за производњу. И на крају су успели да пронађу оно што им је потребно, тако да су се вратили задовољни. Са купљеним машинама су основали фабрику вунених тканина „Поповић, Илић и Компанија”, прву у Краљевини Србији, са сопственим људима и од домаћег капитала.
Учествовао је 1903. у оснивању Лесковачке трговачке банке и био председник њеног Управног одбора (1903, 1908−1909, 1921). Такође је био деоничар Лесковачке удеоничарске штедионице (1905−1906).
Бавио се и политиком. Био је председник Лесковачке општине (1906−1907). Такође је био народни посланик на листи Радикалне странке, од смрти Сотира Томића 1910. до 1911. И након Првог светског рата више пута је биран за одборника Лесковачке општине. Више година је био председник Трговачког удружења. Био је и председник Индустријског удружења у Лесковцу (1928).
Оженио се Ганом, ћерком бугарског партнера Мануила Илијева. Они су 1911. године, у тадашњој Новој улици у Лесковцу подигли Палату, по пројекту архитекте Светозара Јовановића. Градња куће је поверена најбољим мајсторима који су доведени из Бугарске, главни инвеститор је био Мануил Илијев, а кућа је названа по његовој жени Чони. Палата Сотира Илића један је од ретких сачуваних примерака градитељства са почетка ХХ века у Лесковцу. Проглашена је 1989. године за споменик културе.
Пошто Сотир Илић није имао потомство, усвојио је ћерку из фамилије Прикић, Брану, одакле је супруга Глигорија Петровића. Брана се удала за Милоша Димитријевића Смејурију, те је касније и кућа у којој су живели постала позната као Смејуријска палата.
Илић је одликован Орденом Светог Саве V, IV и III реда.